# 平田寛 (美術史)
平田 寛（ひらた ゆたか、1931年1月3日 - 2013年9月14日）は、日本の美術史学者、九州大学名誉教授

## 経歴
1931年、佐賀県で生まれた。九州大学文学部を卒業し、同大学大学院に進んだ。
修了後は九州大学文学部助手に採用され、その後奈良国立文化財研究所所員となった。1971年、九州大学文学部助教授に就いた。1978年に教授昇格。1995年に九州大学を定年退官し、名誉教授となった。その後は長崎純心大学教授として教鞭をとった。1996年、学位論文『絵仏師の時代』を九州大学に提出して文学博士号を取得。2004年1月、講書始で「絵仏師」を御進講。
2013年9月、膀胱癌のため、自宅で死去。82歳没。

## 受賞・栄典
- 1994年：國華賞を受賞。『絵仏師の時代』に対して。
- 1995年：島田賞を受賞。
- 1996年：日本学士院賞を受賞。『絵仏師の時代』の功績に対して[2]。

## 著作
著書
- 『絵仏師の時代』中央公論美術出版 1994
- 『ふうじん帖 美術史の小窓』中央公論美術出版 1996[3]
- 『絵仏師の作品』中央公論美術出版 1997
- 『九州美術史年表 古代・中世篇』九州大学出版会「長崎純心大学学術叢書」 2001
- 『九州美術史の途』長崎純心大学博物館 2001

編著
- 『 奈良仏教』(図説日本の仏教 1)責任編集 新潮社 1989

## 参考
- デジタル版日本人名大辞典
- 「平田寛教授略歴・業績目録 (平田寛教授退官記念特輯) 」哲学年報 (54) 1995-03

## 典拠
1. ↑  九州大名誉教授の平田寛さん、2013年9月14日午後9時35分、ぼうこうがんのため、自宅で死去 有名人の葬儀 2013年9月18日
2. ↑  受賞理由
3. ↑  日本学士院賞を『絵仏師の時代』が受賞した事を受け、師友に向けた感謝を込めて編んだ美術史に関するエッセイ集。文化財、仏教美術、九州国立博物館について、大学へ行く事についてなどを語っている。